# Вийерс льо Буйе
Вийерс льо Буйе (на френски: Villers-le-Bouillet) е селище в Югоизточна Белгия, окръг Юи на провинция Лиеж. Населението му е около 6100 души (2006).